# Magny-Châtelard
 Magny-Châtelard  es una población y comuna francesa, en la región de Franco Condado, departamento de Doubs, en el distrito de Besançon y cantón de Vercel-Villedieu-le-Camp.

## Demografía
| 42 | 44 | 31 | 25 | 20 | 19 |
| Para los censos de 1962 a 1999 la población legal corresponde a la población sin duplicidades (Fuente: INSEE [Consultar]) |    |    |    |    |    |